# Tollingcontract
Een tollingcontract of tollingovereenkomst (Engels: 'tolling agreement' of 'toll processing agreement') is een handelsovereenkomst tussen een verwerker van grondstoffen en een afnemer, waarbij de afnemer tegen bepaalde voorwaarden over een bepaalde periode de productiecapaciteit reserveert. De afnemer garandeert dus vooraf de koop van de productie en heeft leveringszekerheid, terwijl de producent zich verplicht zijn productiecapaciteit beschikbaar te stellen. Als de producent niet aan zijn leveringsverplichtingen kan voldoen, moet hij ofwel een hoge boete betalen, ofwel zelf op de spotmarkt een deel van overeengekomen hoeveelheid bijkopen. De afnemer is de toller, die over de inkoop vooraf een vastgestelde tolling fee betaalt.

## Toepassingen
Er bestaan verschillende vormen van tollingcontracten. Een en ander is afhankelijk van de voorwaarden die in het tollingcontract zijn opgenomen.
Algemene geformuleerd stelt een fabrikant zijn productiecapaciteit ter beschikking van een afnemer.
- De afnemer (de toller) levert zelf de grondstoffen aan, bepaalt de kwaliteitseisen en bezit eventueel het benodigde intellectueel eigendom zoals patenten en handelsmerken.[bron?] Het voordeel voor de toller is dat hij niet hoeft te investeren in gespecialiseerde productiemiddelen, personeel en opslag van de grondstoffen. Hij heeft de controle over de kwaliteit van de grondstoffen; de fabrikant draagt de risico's bij de productie. De vergoeding die de toller vooraf aan de producent betaalt (de 'tolling fee'), staat vast en zal niet meer veranderen. Nadeel is mogelijk een beperkte beschikbaarheid van capaciteit op het gewenste moment.
- Het voordeel voor de fabrikant is, dat hij geen risico's draagt over de kosten van inkoop van de grondstoffen en de kwaliteit; hij draagt geen betalingsrisico. Nadeel is dat mogelijk alleen onaantrekkelijke opdrachten aan de fabrikant worden uitbesteed.[1]

Tollingcontracten worden toegepast in de mijnbouw, bijvoorbeeld voor de verwerking van aluminiumerts, koper, cobalt of goud. In de energiemarkt bij de productie van LNG, of de omzetting van brandstof in elektriciteit.

## Elektriciteitsproductie
In de elektriciteitsproductie kan een tollingcontract worden afgesloten tussen een elektriciteits-afnemer en de eigenaar van een elektriciteitscentrale, waarbij de koper het recht heeft op de afname van de elektriciteit tegen een vooraf bepaalde prijs, bijvoorbeeld de elektriciteitsprijs op de spotmarkt, en/of volgens andere voorwaarden. Hierbij vormt de toekomstige (wisselende) prijs van de brandstof een economisch risico. De toller kan het recht krijgen zelf de centrale uit te baten, of louter het recht krijgen om de geproduceerde stroom af te nemen. De koper (de toller) kan zelf de leverancier van de brandstof en de afnemer van de elektriciteit zijn."
Het afsluiten van een tollingcontract is vergelijkbaar met het eigenaarschap van de centrale onder een beperkende voorwaarde op het aantal onderbrekingen van de productie, bijvoorbeeld door middel van hoge boetes. Dit, om te voorkomen dat de levensduur van de centrale wordt gereduceerd of het ricico op storingen toeneemt. Hierdoor zal de houder van het tollingcontract niet naar believen de centrale kunnen uitschakelen wanneer de kosten van productie hoger zijn dan die op de spotmarkt of door stijgende inkoopkosten, waardoor de centrale onrendabel wordt.
Bij tollingovereenkomsten voor elektriciteitscentrales zijn in Noord-Amerika zeer uiteenlopende typen te onderscheiden, van eenvoudig tot complex en van zuiver financieel tot contracten die het fysieke proces van de centrale omvatten. Bedrijfsrisico's en/of de verantwoordelijkheid voor de aanlevering van de brandstof kunnen al dan niet van de eigenaar van de centrale naar de koper verschoven worden.

### Voorbeeld Kerncentrale Borssele
PZEM en RWE hebben als tollers een tollingovereenkomst afgesloten met EPZ voor het gebruik van Kerncentrale Borssele. PZEM heeft daardoor de beschikking over 70% van de productiecapaciteit en RWE over 30%, tot aan de geplande sluiting in 2033.
EPZ ontvangt een vergoeding, de tolling fee, in ruil voor het ter beschikking stellen van de productiecapaciteit van de centrale aan de beide tollers PZEM en RWE. Het bijzondere is in dit geval dat de tollers, als enige aandeelhouders van EPZ, voor hetzelfde percentage als hun aandeel afgenomen stroom tevens zelf eigenaar van de centrale zijn. De tolling overeenkomst kan niet tussentijds door de toller worden opgezegd en is verbonden aan het aandeelhouderschap van EPZ. EPZ stelt jaarlijks een budget op voor de productie van de stroom, inclusief exploitatie, investeringen en personeelskosten. De 'tolling fee' wordt in twaalf vaste bedragen in rekening gebracht bij de twee tollers. In dit geval is de vergoeding onafhankelijk van de geleverde productie en de marktprijs voor elektriciteit. EPZ draagt daardoor niet het marktrisico.
Voor PZEM en RWE in hun rol als tollers ligt dit wat betreft het marktrisico anders, omdat zij bij gelijk blijvende 'tolling fee' omzet verliezen bij een lage elektriciteitsprijs en profiteren van hoge prijzen. Vanaf 2012 daalde de omzet van DELTA – de nieuwe naam voor PZEM – als gevolg van de lage elektriciteitsprijs. Op basis van de tollingovereenkomst moesten PZEM en RWE aan EPZ een 'kostprijs-plus-vergoeding' betalen die hoger was dan de actuele marktprijs. De gemiddelde elektriciteitsprijs over de voorafgaande 15 jaar bedroeg €45/MWh; in juli 2016 was dat €33/MWh. Hierdoor ontstond bij DELTA een liquiditeitstekort. Er werd zelfs rekening gehouden met voortijdige sluiting van de kerncentrale. De politiek besloot de geplande sluitingsdatum te handhaven, omdat door post-operationele kosten en langlopende contracten eerdere sluiting veel duurder zou zijn.
PZEM en RWE betalen als tollers voor de stroom – vestzak-broekzak – de exploitatiekosten (plus nog een opslag) van hun eigen centrale, waaronder de kosten van brandstof, afschrijvingen en reservering voor de kosten van de ontmanteling. Zo werden op basis van de overeenkomst ook de extra kosten van vervroegde sluiting in 2015 van de kolencentrale in Borssele – eigendom van EPZ – betaald. De ontmanteling van de kolencentrale kostte tientallen miljoenen. De kern van de tollingovereenkomst is dat de tollers de risico's van het ter beschikking stellen dragen en ook de kosten die EPZ maakt, of in de toekomst moet maken, vergoeden. Aan het einde van de looptijd zijn alle investeringen afgeschreven.
Als aandeelhouders van EPZ en eigenaars van de kerncentrale maakten PZEM en RWE (tot 2011 Essent) jarenlang hoge winst. Als tollers en verkopers van de elektriciteit aan de eindverbruikers betaalden dezelfde eigenaars de kosten van de productie en berekenden die door aan de afnemers. Het feitelijke verlies van de kerncentrale door de lage stroomprijzen wordt voorkomen doordat de eigenaars als tollers meer betalen dan de reguliere stroomprijs. PZEM compenseerde dit jarenlang door de verliezen te compenseren met de winst van waterbedrijf Evides, dat voor 50% eigendom was. In 2021 betaalden de Zeeuwse gezinnen al bijna tien jaar lang ruim 150 euro extra via hun waterrekening. PZEM als geheel leed in 2020 33 miljoen euro verlies.
In 2015 maakte DELTA voor het eerst verlies op de stroom van Borssele. Volgens WISE betaalde DELTA in 2016 een 'tolling fee' van €48/MWh bij een marktprijs van rond de €30/MWh. Over 2017 maakte EPZ een nettowinst van €9,1 miljoen. Dit was te danken aan het feit dat de reservering voor de ontmanteling van circa €15 miljoen al een jaar eerder was afgeschreven. Via de hoge 'tolling fee' werd het verlies afgewenteld op de klanten van PZEM en RWE. PZEM leed in 2017 op de kerncentrale ongeveer €70 miljoen verlies. In 2018 was dat 54 miljoen.
WISE Nederland schreef in 2020, dat EPZ in 2019 formeel €5,6 miljoen winst maakte en de jaren ervoor rond de 10 miljoen, maar dat de tollingovereenkomst voor PZEM een verliespost opleverde van tussen de 40 en 50 miljoen euro, wat neerkomt op minstens €230 per Zeeuws gezin. ERH boekte in dat jaar als 30% eigenaar €20,77 miljoen verlies. Bij een totaal verlies op het tollingcontract van 69,2 miljoen zou dat voor PZEM resulteren in €48,46 miljoen verlies. De tollers betaalden €45/MWh, bij een marktprijs die daalde van 5 cent naar circa €30/MWh aan het einde van het jaar.
EPZ heeft ook een tollingovereenkomst met de Sloecentrale. De RWE Groep sloot in 2011 een 15-jarige tollingovereenkomst het Belgische T-Power voor de volledige capaciteit van de CCGT-gascentrale in Tessenderlo.